# 弗拉赫
弗拉赫（德語：Flaach）是瑞士联邦苏黎世州安德尔芬根区的市镇。该市镇面积为10.16平方千米，海拔高度360米，2018年12月31日人口数为1,414。

## 外部連結
- 弗拉赫官方网站 （页面存档备份，存于） （德文）